# Pennantite
La pennantite (simbolo IMA: Pnn) è un raro minerale del gruppo della clorite appartenente alla famiglia minerale dei "silicati e germanati" con composizione chimica Mn2+5Al(AlSi3O10)(OH)8.
Strutturalmente la pennantite appartiene ai fillosilicati e si presenta in due politipi: pennantite-IIb e pennantite-Ia.

## Etimologia e storia
La pennantite è stata chiamata in questo modo nel 1946 da Walter Campbell Smith, Frederick Allen Bannister e Max Hutchinson Hey in onore di Thomas Pennant (1726 - 1798), naturalista e antiquario.

## Classificazione
Nella nona edizione della sistematica dei minerali di Strunz la pennantite è elencata nella classe "9. Silicati (germanati)" e da lì nella sottoclasse "9.E Fillosilicati"; questa è ulteriormente suddivisa in base alla struttura del minerale in modo tale che la pennantite possa essere trovata insieme a baileycloro, borocookeite, franklinfurnaceite, glagolevite, gonyerite, chamosite, clinocloro, cookeite, donbassite, nimite e sudoite, con le quali forma il sistema nº 9.EC.55.
Tale classificazione viene mantenuta anche nell'edizione successiva, proseguita dal database "mindat.org", chiamata anche Classificazione Strunz-mindat.
Anche la classificazione dei minerali secondo Dana, usata principalmente nel mondo anglosassone, elenca la pennantite nella classe dei "fillosilicati" e nel gruppo dei "fillosilicati: fogli di anelli a sei membri intercalati 1:1, 2:1 e ottaedri", dove forma il sistema nº 71.4.1 insieme a donbassite, cookeite, sudoite, clinocloro, nimite, baileycloro e chamosite.

## Abito cristallino
La pennantite cristallizza nel sistema triclino nel gruppo spaziale P1 (gruppo nº 1) oppure P1 (gruppo nº 2) con i parametri reticolari a = 5,45 Å, b = 9,50 Å, c = 14,40 Å e β = 97,3°, oltre a 2 unità di formula per cella unitaria.

## Origine e giacitura
La pennantite si forma durante l'alterazione idrotermale dei depositi di manganese, come croste sui minerali di manganese e nelle vene che attraversano il minerale; la si trova associata a numerosi minerali: banalsite, analcime, paragonite, pirofanite, granato, barite, ganofillite, kutnohorite, kellyite, willemite, prehnite, datolite, roeblingite, clinoedrite, epidoto-(Pb) e friedelite.
Essendo una formazione minerale piuttosto rara, la pennantite può essere abbondante in alcuni luoghi in vari siti, ma nel complesso non è molto comune. Per quanto riguarda l'Italia, è stata trovata a Ne (Liguria) e a Salbertrand (Piemonte).
Altri siti sparsi per il mondo sono: Sankt Barbara im Mürztal (Stiria), Navis e Trins (Tirolo), tutti in Austria; a Filipstad (Svezia); a Turtmann-Unterems (Canton Vallese, Svizzera); ad Aberdaron (Galles, Regno Unito); a Târgu Lăpuș (Romania); nella regione di Ulytau (Kazakistan); in Attica (Grecia); nell'Askizskij rajon (Russia); nella municipalità locale di Musina (Sud Africa); nelle contee di Sussex, Hidalgo, Alleghany, Pennington, Chelan, King, Snohomish e di Stevens (tutte negli Stati Uniti); infine a Kanuma (Prefettura di Tochigi, Giappone).

## Forma in cui si presenta in natura
La pennantite si presenta sotto forma di minuscoli cristalli lamellari e "fiocchi" (flakes) di dimensioni fino a 0,5 mm, oppure si presenta in grani e aggregati piatti, che a volte formano grappoli simili a rosette con opacità traslucida; la lucentezza è perlacea e il colore del minerale varia dall'arancio-marrone, rosso-marrone, marrone, rosso scuro, verde scuro fino al nero, mentre il colore del suo striscio è marrone giallastro.